# Цакір
Цакір (рос. Цакир) — село Закаменського району, Бурятії Росії. Входить до складу Сільського поселення Цакірське.
Населення — 732 особи (2015 рік).